# Mitte-Studien der Friedrich-Ebert-Stiftung
Die Mitte-Studien der Friedrich-Ebert-Stiftung (FES) sind seit 2006 durchgeführte Erhebungen zu rechtsextremen Einstellungen in der deutschen Gesellschaft. Die Studien erscheinen im Zwei-Jahres-Rhythmus und werden durch die Friedrich-Ebert-Stiftung beauftragt und herausgegeben. Zwischen 2006 und 2012 wurden sie in Zusammenarbeit mit einer Arbeitsgruppe an der Universität Leipzig (Elmar Brähler, Oliver Decker und Johannes Kiess) durchgeführt. Seit 2014 werden die Studien gemeinsam mit dem Institut für interdisziplinäre Konflikt- und Gewaltforschung (IKG) der Universität Bielefeld unter Leitung von Andreas Zick weitergeführt. Durch die neue Kooperation wurden die Mitte-Studien der FES mit der Reihe Deutsche Zustände des IKG zusammengeführt und dabei um das Analysemodell der Gruppenbezogenen Menschenfeindlichkeit erweitert. Zusätzlich bestimmen Herausgeber und Autoren für jede Erhebung aktuelle Schwerpunkte. So wurde beispielsweise 2016 ein besonderer Fokus auf Einstellungen gegenüber Geflüchteten gelegt.
Die Ergebnisse der Studie wurden sowohl von der Wissenschaft, als auch von den Medien intensiv aufgegriffen.

## Entstehung und Entwicklung
Mit der Frage, wie rechtsextreme Einstellungen zu messen seien, beschäftigte sich 2001 eine Expertenkonferenz. Auf Einladung von Oskar Niedermayer und Richard Stöss kamen 2001 mehrere Wissenschaftler in Berlin zusammen, um die Messung rechtsextremer Einstellungen zu diskutieren. Folgende Definition wurde dabei erarbeitet:
„Der Rechtsextremismus ist ein Einstellungsmuster, dessen verbindendes Kennzeichen Ungleichwertigkeitsvorstellungen darstellen. Diese äußern sich im politischen Bereich in der Affinität zu diktatorischen Regierungsformen, chauvinistischen Einstellungen und einer Verharmlosung bzw. Rechtfertigung des Nationalsozialismus. Im sozialen Bereich sind sie gekennzeichnet durch antisemitische, fremdenfeindliche und sozialdarwinistische Einstellungen.“
Im Anschluss an diese Konferenz konnten die Teilnehmenden sich auch auf Items zur Messung der verschiedenen Komponenten rechtsextremen Denkens einigen. Mit welcher Skala die Antworten gemessen werden sollten, konnte jedoch nicht abschließend geklärt werden.
Eine Forschungsgruppe um Elmar Brähler und Oliver Decker führte in der Folge eine Umfrage auf der Basis der Ergebnisse der Konferenz durch. Eine zweite Umfrage wurde durch eine Berliner Forschungsgruppe durchgeführt. Durch diese Erhebungen konnten die theoretisch entwickelten Items empirisch getestet und der Fragebogen auf die geeignetsten Items reduziert werden.
2005 wurde in der Friedrich-Ebert-Stiftung das Projekt „Gegen Rechtsextremismus“ geschaffen. Zu dessen Aufgaben zählt u. a. die Erforschung, in welchem Maße Rechtsextremismus auf der Einstellungsebene verbreitet ist. Die Ergebnisse dienen als Grundlage für Maßnahmen der politischen Bildungsarbeit. 2006 wurde erstmals im Auftrag der Friedrich-Ebert-Stiftung eine Studie zu rechtsextremen Einstellungen in der deutschen Bevölkerung von Wissenschaftlern der Universität Leipzig unter Leitung von Elmar Brähler und Oliver Decker durchgeführt. Weitere Studien folgten im Zwei-Jahres-Abstand. Zusätzlich wurde im Mai 2008 eine qualitative Studie („Ein Blick in die Mitte“) publiziert. Seit 2012 erscheinen die Mitte-Studien der Friedrich-Ebert-Stiftung im Verlag J.H.W. Dietz Nachf. Bonn.
Seit 2014 ist das IKG Kooperationspartner der Friedrich-Ebert-Stiftung für ihre Mitte-Studien, die weiterhin im Dietz-Verlag erscheinen. Die Leipziger Forschungsgruppe führt die Studien als Leipziger Mitte-Studien fort.
Ausgangspunkt für die Erhebung rechtsextremer und menschenfeindlicher Orientierungen ist, dass diese nicht dann erst relevant werden, wenn sie sich auch in aktivem Verhalten manifestieren. Vielmehr bereiten rechtsextreme Einstellungen entsprechendes Verhalten vor bzw. liegen diesem zu Grunde. Die Autoren der Mitte-Studien verweisen außerdem auf den Einfluss der Verbreitung rechtsextremer Einstellungen für die organisierte rechtsextreme Szene. Diese sei umso aktiver und gewaltbereiter, desto mehr sie das Gefühl habe, ihre Überzeugungen würden von vielen Menschen geteilt.

## Befragung
Von 2006 bis 2012 wurden die Umfragen als Face-to-Face-Interviews durchgeführt. Es war dementsprechend beim Ausfüllen des Fragebogens ein Interviewer anwesend. Die Befragungsmethode wurde 2014 geändert. Wie schon zuvor für die GMF-Langzeitstudie des IKG werden seitdem die Interviews per Telefon als „Computer Assisted Telephone Interview“ (CATI) vom Sozialwissenschaftlichen Umfragezentrum Duisburg durchgeführt. Die repräsentative Stichprobe liegt bei einer Größe von rund 2.000 Befragten. Analysiert werden die Einstellungen von Personen mit deutscher Staatsbürgerschaft, darunter auch ein Anteil mit Migrationshintergrund.

## Messung rechtsextremer Einstellung
Die Konsensdefinition legt Rechtsextremismus sechs Einstellungsdimensionen zugrunde. Die erste Dimension, die Befürwortung einer rechtsgerichteten Diktatur, beschreibt die Forderung nach einer homogenen, diktatorisch geführten Gesellschaft. Die zweite Dimension Chauvinismus beschreibt ein übersteigertes Nationalgefühl verbunden mit dem Ziel einer entschlossenen Durchsetzung deutscher Interessen. Die Abwertung von Menschen aufgrund ihrer nicht-deutschen Herkunft wird durch die Dimension Ausländerfeindlichkeit gemessen. Antisemitismus bezieht sich auf die Abwertung oder Stereotypisierung von Jüdinnen und Juden. Die Dimension Sozialdarwinismus beschreibt die Befürwortung eines aus der Natur abgeleiteten Rechts des Stärkeren. Die sechste Dimension ist die Verharmlosung des Nationalsozialismus, die diesen nicht nur relativiert, sondern auch in ein positives Licht rückt.
In den Mitte-Studien der FES werden die Dimensionen durch je drei Items gemessen. Die Antwortskala gibt den Befragten fünf verschiedene Antwortmöglichkeiten: „stimme voll und ganz zu“, „stimme überwiegend zu“, „stimme teils zu/teils nicht zu“, „lehne überwiegend ab“, „lehne voll und ganz ab“.
Die Messung wurde im Verlauf der Mitte-Studien der FES nicht geändert, um die Vergleichbarkeit mit vergangenen Erhebungen zu wahren.

## Messung Gruppenbezogener Menschenfeindlichkeit
Definiert wurde das Syndrom Gruppenbezogene Menschenfeindlichkeit von einer Arbeitsgruppe unter Leitung von Wilhelm Heitmeyer: 
„Werden Personen aufgrund ihrer gewählten oder zugewiesenen Gruppenzugehörigkeit als ungleichwertig markiert und feindseligen Mentalitäten, der Abwertung und Ausgrenzung ausgesetzt, dann sprechen wir von Gruppenbezogener Menschenfeindlichkeit.“
Gruppenbezogene Menschenfeindlichkeit (kurz: GMF) unterscheidet zwischen Ingroups und Outgroups. Ingroups werden als wertvoller angesehen, als Outgroups, die abgewertet und als minderwertig beschrieben werden. Heitmeyer verweist darauf, dass nicht nur rechtsextreme Einstellung, sondern bereits eine Verbreitung von Einstellungen der Gruppenbezogenen Menschenfeindlichkeit für Rechtsextreme eine Legitimation für die Anwendung von Gewalt bedeuten können.
Gruppenbezogene Menschenfeindlichkeit wird als Syndrom beschrieben. Dieses setzt sich aus verschiedenen Elementen der Ungleichwertigkeit zusammen, die jedoch einen Zusammenhang aufweisen. Zustimmung zu den verschiedenen Elementen der Ungleichwertigkeit tritt meist nicht unabhängig voneinander auf. Zu Beginn der GMF-Studienreihe wurden dem Syndrom sechs Elemente zugeordnet. Mittlerweile können dreizehn Elemente als Teil des Syndroms beschrieben werden: Rassismus, Sexismus, Fremden- und Ausländerfeindlichkeit, Antisemitismus, Muslimfeindlichkeit, Abwertung von Sinti und Roma, Abwertung asylsuchender und geflüchteter Menschen, Abwertung homosexueller Menschen, Abwertung von Trans*Menschen, Abwertung wohnungsloser Menschen, Abwertung von Menschen mit Behinderung, Abwertung von langzeitarbeitslosen Menschen sowie die Befürwortung von Etabliertenvorrechten. Bei all diesen Elementen ist empirisch nachgewiesen, dass sie eng miteinander zusammenhängen und somit ein Syndrom bilden.
Gruppenbezogene Menschenfeindlichkeit wird gemessen, indem die Zustimmung zu den verschiedenen Elementen des Syndroms durch je zwei Items gemessen wird. Aus der Zustimmung zu diesen beiden Items wird für jedes Element eine Kurzskala berechnet. Dabei können die Zustimmungswerte zu den verschiedenen Elementen nicht miteinander verglichen werden, da die Items unterschiedlich hart formuliert sind. Im Gegensatz zur Messung rechtsextremer Einstellungen wird bei der Messung der Gruppenbezogenen Menschenfeindlichkeit also kein Gesamtindex berechnet.

## Rechtspopulistische Einstellungen
Für einen Sammelband zu Rechtspopulismus im Jahr 2015 berechneten die Autoren im Auftrag der Friedrich-Ebert-Stiftung erstmals die Verbreitung rechtspopulistischer Einstellungen. Dafür nutzten sie die Datenbasis der FES-Mitte-Studie 2014. Diese Publikation ist somit keine Mitte-Studie im engeren Sinne, da sie nicht auf einer eigenen Erhebung basiert; aber sie fügt sich in die Reihe der FES-Mitte-Studien ein.
Den Autoren zufolge besteht Rechtspopulismus aus der Abwertung von Asylsuchenden, Muslimen sowie Sinti und Roma und Fremdenfeindlichkeit sowie Law-and-Order Autoritarismus und Demokratiemisstrauen. Diese Elemente erwiesen sich in der empirischen Überprüfung von verschiedenen, theoretisch dem Rechtspopulismus zugeordneten Einstellungen, als „zusammenhängendes, rechtspopulistisches Einstellungsmuster“. Überprüft wurde außerdem der Zusammenhang zwischen Rechtspopulismus und Antisemitismus, Sexismus, Homophobie, Nationalstolz, Gewaltbilligung, Gewaltbereitschaft, Ablehnung der EU sowie kollektive Wut. Der empirische Zusammenhang zwischen diesen Einstellungen und Rechtspopulismus erwies sich jedoch als nicht eng genug, um sie auf einen gemeinsamen Faktor Rechtspopulismus zurückführen zu können. Diese Elemente wurden daher nicht in den Gesamtindex Rechtspopulismus einbezogen.
Für die FES-Mitte-Studie 2016 ist der Gesamtindex Rechtspopulismus auf Grundlage der neu erhobenen repräsentativen Daten ermittelt worden.

## Neurechte Einstellungen
In der FES-Mitte-Studie 2016 werden erstmals „neurechte Einstellungen“ erfasst. Für die ideologischen Versatzstücke der „Neuen Rechten“ spielen demnach vor allem zwei Themen eine herausragende Rolle: 1. die nationale Rückbesinnung und 2. die politisch-strategische Forderung nach „Widerstand“ gegen die aktuelle Politik. Gemessen werden neurechte Einstellungen anhand der Elemente Anti-Establishment-Haltung, Aufruf zum Widerstand, Unterstellung eines Meinungsdiktates, Islamverschwörung sowie nationale Rückbesinnung gegen die EU. Diese werden jeweils anhand von zwei Items abgefragt.
Die Autoren sehen die Relevanz einer Erhebung zur Verbreitung neurechter Einstellungen darin, dass diese die „klassischen“ rechtsextremen Einstellungen in der Gesellschaft zunehmend ablösten.

## Ergebnisse
Neben der Zustimmung zu den jeweiligen Items, werden in den Mitte-Studien der Friedrich-Ebert-Stiftung auch soziodemographische Informationen der Befragten erfasst. So können Vergleiche bei der Verbreitung rechtsextremer Einstellungen bzw. Gruppenbezogener Menschenfeindlichkeit beispielsweise zwischen verschiedenen Alters- und Einkommensgruppen angestellt oder auch die Korrelation mit Bildung, Geschlecht und anderen soziodemographischen Merkmalen wie etwa Parteipräferenz gemessen werden.
 Zustimmung zum Gesamtindex rechtsextremer Einstellungen
|        | 2006 | 2008 | 2010 | 2012 | 2014 | 2016 | 2018 | 2020 | 2022 |
| ------ | ---- | ---- | ---- | ---- | ---- | ---- | ---- | ---- | ---- |
| Gesamt | 8,6  | 7,6  | 08,2 | 9,   | 2,4  | 2,8  | 2,4  | 1,7  | 08,3 |
| Ost    | 6,6  | 7,9  | 10,5 | 15,8 | 2,5  | 5,9  | 2,4  | ?    | 16,4 |
| West   | 9,1  | 7,5  | 07,6 | 07,3 | 2,3  | 2,3  | 2,4  | 1,5  | 06,3 |

Insgesamt zeigt sich von 2006 bis 2012 für Gesamtdeutschland ein annähernd gleichbleibendes Niveau rechtsextremer Einstellungen. Im Osten allerdings war ein deutlicher Anstieg zu verzeichnen. 2014 kam es zu einem starken Rückgang bei der Zustimmung zum Gesamtindex rechtsextremer Einstellungen. Die parallel von der Leipziger Forschungsgruppe durchgeführte Erhebung wies ebenfalls ein deutliches Absinken bei der Zustimmung zum Gesamtindex auf. Bei der Bewertung des starken Rückgangs beim Gesamtindex Rechtsextremismus ist jedoch, so die Autoren der Studie, zu berücksichtigen, dass dies durch die sehr geringe Zustimmung zu den Dimensionen Sozialdarwinismus und NS-Verharmlosung zustande komme. Ausländerfeindlichkeit und Chauvinismus werde jedoch von weit mehr Befragten nach wie vor zugestimmt.
Die Zustimmung zu den einzelnen Dimensionen rechtsextremer Einstellungen 2016
|                                       | Gesamt | West | Ost  |
| ------------------------------------- | ------ | ---- | ---- |
| Befürwortung Diktatur                 | 03,6   | 03,1 | 04,9 |
| Chauvinismus                          | 12,5   | 11,6 | 14,9 |
| Ausländerfeindlichkeit                | 07,7   | 07,2 | 09,6 |
| Antisemitismus                        | 02,4   | 02,3 | 03,1 |
| Sozialdarwinismus                     | 02,0   | 01,8 | 02,4 |
| Verharmlosung des Nationalsozialismus | 02,0   | 01,6 | 04,3 |

Die Autoren der FES-Mitte-Studie im Jahr 2016 halten als eine der zentralen Erkenntnisse fest, dass „die Polarisierung von politischen Meinungen der Bürgerinnen und Bürger sich weiter verschärft – es ist ein tiefer Spalt entstanden“. Dies zeige sich daran, dass immer seltener die Antwortmöglichkeit „stimme teils zu / teils nicht zu“ gewählt wird, umso öfter jedoch Möglichkeiten der Zustimmung oder Ablehnung.
2016 legte die FES-Mitte-Studie außerdem einen Schwerpunkt auf die Einstellungen der Deutschen gegenüber Geflüchteten. Die Ergebnisse zeigen, dass die Mehrheit der Aufnahme von Geflüchteten grundsätzlich positiv gegenüber steht. Nur ein Fünftel der Deutschen lehne diese ab. Deutlich wird auch, dass die eigene Einstellung stark abhängig ist vom sozialen Umfeld der Menschen. Wer umgeben sei von negativen Einstellungen gegenüber Geflüchteten, tendiere ebenfalls stärker zu diesen. Zudem hegt rund die Hälfte der Bevölkerungen Vorbehalte gegenüber Asylsuchenden. Bei der Zustimmung zu Gruppenbezogener Menschenfeindlichkeit zeigen sich für die einzelnen Dimensionen 2016 folgende Ergebnisse:
Zustimmung zu Gruppenbezogener Menschenfeindlichkeit
|                                             | Gesamt | West | Ost  |
| ------------------------------------------- | ------ | ---- | ---- |
| Rassismus                                   | 08,7   | 08,0 | 08,8 |
| Sexismus                                    | 08,7   | 08,5 | 07,1 |
| Fremdenfeindlichkeit                        | 19,0   | 16,8 | 28,8 |
| Klassischer Antisemitismus                  | 05,8   | 05,3 | 07,2 |
| Muslimfeindlichkeit                         | 18,3   | 16,8 | 23,9 |
| Abwertung von Sinti und Roma                | 24,9   | 22,7 | 33,6 |
| Abwertung Asylsuchender Menschen            | 49,5   | 46,9 | 60,0 |
| Abwertung homosexueller Menschen            | 09,7   | 09,3 | 06,7 |
| Abwertung von Trans*Menschen                | 12,5   | 12,0 | 11,1 |
| Abwertung wohnungsloser Menschen            | 18,0   | 15,4 | 27,2 |
| Abwertung von Menschen mit Behinderung      | 01,8   | 01,4 | 03,6 |
| Abwertung von langzeitarbeitslosen Menschen | 49,3   | 48,3 | 51,6 |
| Etabliertenvorrechte                        | 38,8   | 37,5 | 47,7 |

Die Zustimmung zu rechtspopulistischen Aussagen ist zwischen 2014 und 2016 annähernd gleich geblieben. Abhängig vom Grenzwert waren diese Einstellungen 2016 zu 40 % bzw. zu 21 % verbreitet. Dem Gesamtindex neurechter Einstellungen stimmten 2016 28 % der Befragten zu; 9 % wiesen „maximal hohe Zustimmungswerte“ auf.

## Erklärungsansätze für die Ergebnisse der 2023er Studie
Die festgestellten Verschiebungen sind in allen politischen Lagern zu beobachten. So wird Befragten, die sich als „klar links“ sehen, zu 12 % ein gefestigtes rechtsextremes Weltbild attestiert, während von der politischen Mitte 7 % zu dieser Gruppe gerechnet werden. Bei den FDP-Wählern teilen 16 % dieses Weltbild, von den CDU-Wählern sind es 6 %, während es bei den SPD-Wählern fast 8 % sind. Bei den AFD-Wählern sind es 24 %.
Der Sozialpsychologe und Hauptautor der Studie Andreas Zick beschreibt die aktuellen Zeiten vielfacher Krisen als eine Phase, in der die Menschen dabei sind, sich neu zu positionieren.
Die Politik hätte mit Appellen und einer besseren Wohlfahrtspolitik nur bedingt die Chance, den Konflikten und der Unzufriedenheit in der Bevölkerung erfolgreich zu begegnen.
Auch die vierte Gewalt im Staat sei dabei, Vertrauen zu verlieren. Die Skepsis gegenüber der Berichterstattung der klassischen Medien sei in den letzten beiden Jahren von 24 % auf 32 % angewachsen, so die Studie.
Prinzipiell kann eine Gesellschaft in Krisenzeiten auf zweierlei Weise reagieren, so die Studienautoren, entweder kann sie zusammenrücken oder sich abgrenzend verhalten. Vor dem Hintergrund, dass 1/3 der Befragten sich der wettbewerbsorientierten Leistungsgesellschaft zurechnet, der Glaube an das Versprechen, dass „Leistung sich lohnt“ aber in den letzten 6 Jahren von 65 % auf 35 % zurückgegangen ist, gibt es eine zunehmende Angst, „dass es nicht mehr für alle reicht“.
Der Philosoph Martin Booms sieht die Gesellschaft in einer Zeit der Selbstanalyse, in der die Einsicht reift, dass wegen der geopolitischen Veränderungen und der ökologischen Krise Entscheidungen zu treffen sind. Er rät dazu, Ängste ab- und die Bereitschaft aufzubauen gesellschaftliche Veränderungen anzugehen. Nur so könne dem aufkommenden Populismus erfolgreich begegnet werden.

## Kritik
Schon früh stießen die Mitte-Studien auf Kritik. Der Politikwissenschaftler Klaus Schroeder monierte 2007, dass ihr Ergebnis gleichsam vorprogrammiert sei, da viele Fragen missverständlich oder zu pauschal formuliert seien. Mit fragwürdigen Tricks gelinge es den Verfassern, „das rechtsextreme Potenzial künstlich zu erhöhen, was ihnen wiederum die gewünschte mediale und politische Aufmerksamkeit sichert.“
2019 kritisierte Sigmar Gabriel die Studie als „unwissenschaftlich“. In einem Interview warf er den Autoren vor, lediglich „bereits feststehende Meinungen bestätigen“ zu wollen. Wenn sich 86 Prozent der Deutschen zur Demokratie und 80 Prozent zu Europa bekennen würden, könne man nicht behaupten, die Mitte sei gefährdet. Wer die hohe Zahl von Nichtasylberechtigten kritisiere, sei noch lange kein Ausländerfeind.
Im Herbst 2023 kritisierte Alexander Kissler in der NZZ eine Nähe der Studienleitung zur SPD-geführten Bundesregierung. Dazu werde jeder, der mit etablierten Medien fremdele, die aktuelle Migrationspolitik ablehne, oder Ausländer „Ausländer“ nenne (die Studie verwendet den Euphemismus „Neuhinzukommende“), oder von der Existenz nur zwei verschiedener Geschlechter überzeugt sei, von den Autoren der Studie „rechtsextremistisch“ gewertet. Kissler merkt an, dass die identisch formulierte Frage, ob Deutschland wieder einen Führer haben sollte, bei der Leipziger Autoritarismus-Studie wenige Monate zuvor zu einem Zustimmungswert von 7 %, in der FES-Studie jedoch zu 13 % geführt hat. Dabei sei die Zustimmung zur Frage, ob der „Einfluss der Juden“ zu groß sei, laut Studie innerhalb von zwei Jahren von gut 4 % auf knapp 12 % gestiegen. Eine der Studienautorinnen vertrete die Ansicht, dass die Normalisierung „extrem rechter Positionen“ bereits da beginne, wo eine diversitätssensible Sprache als „Woke-Wahn“ diffamiert werde.
Der Historiker Hubertus Knabe wies in der Zeitung Die Welt darauf hin, dass die Wissenschaftler mit ihrer umstrittenen Methodik zu teils grotesken Ergebnissen kämen. So seien der Studie zufolge mehr Menschen, die sich als links verstehen, Befürworter einer rechtsgerichteten Diktatur, als solche, die sich für rechts halten. Auch 15,9 Prozent der FDP-Wähler hätten danach ein „manifest rechtsextremes Weltbild“. Linke-Wähler fielen nach Darstellung der Autoren „durch vermehrte Zustimmung bei der Verharmlosung des Nationalsozialismus“ auf.
Lenz Jacobsen zog 2023 in der Zeit zwar nicht den Befund der Studie in Frage, dass Deutschland „nach rechts gerückt“ sei. Er wandte sich aber ebenfalls gegen das methodische Vorgehen der Autoren. Wer beispielsweise die Parteien durch andere Formen der Beteiligung und Entscheidung ergänzen oder ersetzen wolle, müsse deshalb „noch kein Gegner der Demokratie sein.“ Auch wer der Meinung sei, es sei Zeit, „mehr Widerstand gegen die aktuelle Politik zu leisten“, würde als „völkisch-autoritär-rebellisch“ eingestuft. Dabei stehe das Recht auf offenen Protest und friedlichen Widerstand sogar im Grundgesetz.

## Publikationen der Reihe
- Oliver Decker, Elmar Brähler: Vom Rand zur Mitte – Rechtsextreme Einstellungen und ihre Einflussfaktoren in Deutschland. Friedrich-Ebert-Stiftung, 2006, ISBN 978-3-89892-566-2.
- Oliver Decker, Katharina Rothe, Marliese Weissmann, Norman Geißler, Elmar Brähler: Ein Blick in die Mitte – Zur Entstehung rechtsextremer und demokratischer Einstellungen in Deutschland. Friedrich-Ebert-Stiftung, Berlin 2008, ISBN 978-3-89892-920-2.
- Oliver Decker, Elmar Brähler: Bewegung in der Mitte – Rechtsextreme Einstellungen in Deutschland 2008. Friedrich-Ebert-Stiftung, Berlin 2008, ISBN 978-3-86872-002-0.
- Oliver Decker, Marliese Weißmann, Johannes Kiess, Elmar Brähler: Die Mitte in der Krise – Rechtsextreme Einstellungen in Deutschland 2010. Friedrich-Ebert-Stiftung, Berlin 2010, ISBN 978-3-86872-469-1.
- Oliver Decker, Johannes Kiess, Elmar Brähler: Die Mitte im Umbruch – Rechtsextreme Einstellungen in Deutschland 2012. Hrsg.: Ralf Melzer für die Friedrich-Ebert-Stiftung. Dietz, Bonn 2012, ISBN 978-3-8012-0429-7.
- Andreas Zick, Anna Klein: Fragile Mitte – Feindselige Zustände. Hrsg.: Ralf Melzer für die Friedrich-Ebert-Stiftung. Dietz, Bonn 2014, ISBN 978-3-8012-0458-7 (fes.de).
- Andreas Zick, Beate Küpper: Wut, Verachtung, Abwertung – Rechtspopulismus in Deutschland. Hrsg.: Ralf Melzer, Dietmar Molthagen. Dietz, Bonn 2015, ISBN 978-3-8012-0478-5.
- Andreas Zick, Beate Küpper, Daniela Krause: Gespaltene Mitte – Feindselige Zustände. Hrsg.: Ralf Melzer für die Friedrich-Ebert-Stiftung. Dietz, Bonn 2016, ISBN 978-3-8012-0488-4.
- Andreas Zick, Beate Küpper, Wilhelm Berghan: Verlorene Mitte – Feindselige Zustände. Hrsg.: Franziska Schröter für die Friedrich-Ebert-Stiftung. Dietz, Bonn 2019, ISBN 978-3-8012-0544-7.
- Andreas Zick, Beate Küpper: Die geforderte Mitte. Rechtsextreme und demokratiegefährdende Einstellungen in Deutschland 2020/21. Hrsg.: Franziska Schröter für die Friedrich-Ebert-Stiftung. Dietz, Bonn 2021, ISBN 978-3-8012-0624-6 (fes.de).
- Andreas Zick, Beate Küpper, Nico Mokros: Die distanzierte Mitte. Rechtsextreme und demokratiegefährdende Einstellungen in Deutschland 2022/23. Hrsg.: Franziska Schröter für die Friedrich-Ebert-Stiftung. Dietz, Bonn 2023, ISBN 978-3-8012-0665-9 (fes.de).